# Rikard Fåhraeus

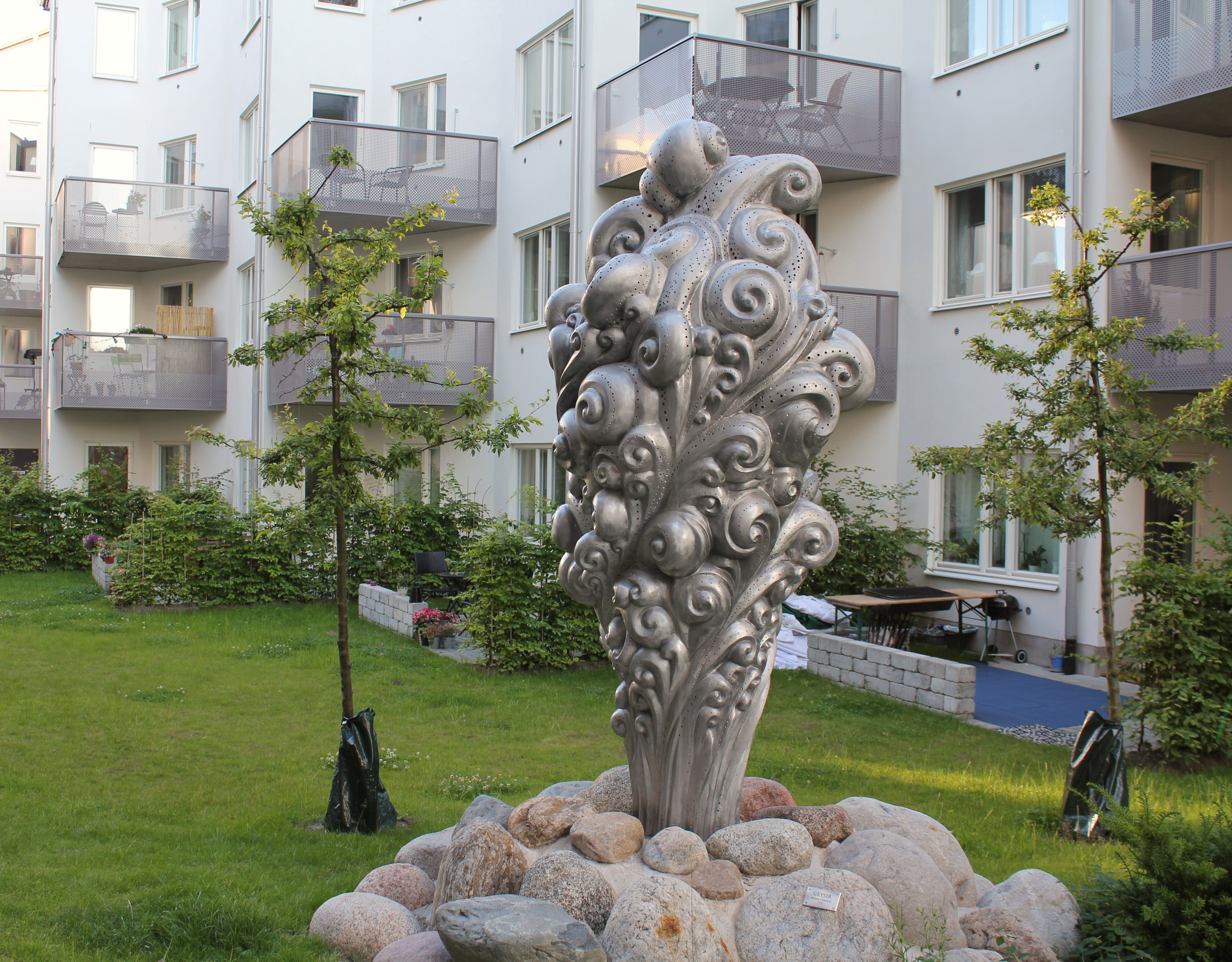
Rikard Fåhraeus skulptur Geyser på en innergård i Årstaberg.

Rikard Fåhraeus, född den 27 maj 1968 i Stockholm, bosatt i Stockholm, är en svensk konstnär. 
Fåhraeus är utbildad vid Konstfack (Fri konst) 1994–1999 och har studerat för bland andra professor Claes Jurander och Peter Hagdahl.
Fåhraeus avlade masterexamen i fri konst. Fåhraeus konst visade redan under studietiden på Konstfack tydliga konceptuella drag. Tidigt tog detta sig uttryck genom måleri men övergick snart till att främst uttryckas genom skulptur och installationer. 2005 tilldelades Fåhraeus Bror Marklund Stipendiet och 2006 tilldelades han Konstakademins 2-åriga Jenny Lind stipendium. Fåhraeus ställer ut i Sverige och utlandet.
Han har gjort flera uppdrag för det offentliga rummet såsom i Årstaberg och på KTH.